# 42 Samodzielny Batalion Piechoty Zmotoryzowanej (Ukraina)
42 Samodzielny Batalion Piechoty Zmotoryzowanej „Ruch Oporu” – batalion Wojsk Lądowych Ukrainy, podporządkowany 57 Samodzielnej Brygadzie Zmechanizowanej. Jako batalion obrony terytorialnej brał udział w konflikcie na wschodniej Ukrainie. Batalion stacjonuje w obwodzie kirowohradzkim.

## Działania bojowe
Pierwszym zadaniem batalionu była ochrona lotniska w Kramatorsku w sierpniu 2014 r. Pięćdziesięciu żołnierzy batalionu wysłano też do Sawur-Mohyły, a inną grupę do Mariupola.
27 sierpnia batalion wysłano w towarzystwie dwóch BMP do Iłowajśka. Dzień później pododdział batalionu wpadł w zasadzkę i co najmniej pięciu żołnierzy zginęło, czterech zaginęło, a wielu było rannych (jeden spośród nich trafił do niewoli). Tego samego dnia inny żołnierz dostał się do niewoli w pobliżu Brianki. 29 sierpnia pod Iłowajśkiem zginął snajper batalionu.
Na dzień 11 listopada 2014 r. Ruch Oporu stacjonował pod Debalcewem. W dniach 23–24 listopada dwóch żołnierzy zginęło w ostrzałach artyleryjskich. Pod koniec grudnia w obwodzie kirowohradzkim zmarł od ran inny żołnierz.
W styczniu 2015 r. batalion podzielono na dwie części. Jedna stacjonowała pod Debalcewem, a druga pod Wuhłehirśkiem. W drugiej połowie miesiąca Ruch Oporu odsunięto z pierwszej linii działań i żołnierze odpoczywali w Konstantynówce pod Gorłówką (gdzie stanowili rezerwę dla jednostek frontowych), a stu pozwolono nawet na urlop w swoich domach. 22 stycznia zginęło dwóch żołnierzy – jeden w Konstantynówce, a drugi pod Debalcewem. 26 stycznia snajper ostrzelał transporter opancerzony Ruchu Oporu, zabijając zastępcę dowódcy batalionu, mjr. W.I. Stepanoka i innego żołnierza. Dwa dni później pod Gorłówką kolejni dwaj żołnierze zginęli w walce, a trzech zostało rannych.